# La Sabotterie
La Sabotterie är en kommun i departementet Ardennes i regionen Grand Est (tidigare regionen Champagne-Ardenne) i nordöstra Frankrike. Kommunen ligger  i kantonen Tourteron som ligger i arrondissementet Vouziers. År 2022 hade La Sabotterie 128 invånare.

## Befolkningsutveckling
Antalet invånare i kommunen La Sabotterie
Referens: INSEE